# William Klemperer
William A. Klemperer, född den 6 oktober 1927 i New York City,  New York, USA, död 5 november 2017, var en amerikansk kemist som gjort sig känd för sitt arbete inom kemisk fysik och spektroskopi där han bland annat utvecklat spektroskopiska metoder som gör det möjligt att se vilka molekyler som finns i stoftmolnen mellan stjärnorna.
Klemperer var knuten till Harvarduniversitetet. Han har själv studerat vid både Harvard och University of California.

## Biografi
Klemperer växte upp i New York City och i New Rochelle. Hans föräldrar var båda läkare. Han utexaminerades från New Rochelle High School 1944 och tog sedan värvning i US Navy Air Corps, där han utbildade sig till akterskytt. Han tog kandidatexamen vid Harvard University 1950, med inriktning mot kemi, och flyttade sedan till University of California, Berkeley, där han i början av 1954 tog doktorsexamen i fysikalisk kemi under handledning av George C. Pimentel. Efter en termin som lärare på Berkeley återvände han till Harvard i juli 1954.
Klemperers första utnämning var lärare i analytisk kemi, men han steg snabbt i karriären och utsågs 1965 till full professor. Han har sedan varit anknuten till Harvard Chemistry under hela sin långa karriär. Han tillbringade 1968-69 som ett sabbatsår med astronomerna vid Cambridge University och 1979-81 som biträdande ledare för matematiska och fysiska vetenskaper vid U.S. National Science Foundation. Han var gästforskare vid Bell Laboratories under en tid då detta var det främsta industrilaboratoriet. Klemperer blev 2002 professor emeritus, men fortsatte att vara aktiv inom både forskning och undervisning. 

## Vetenskapligt arbete
Klemperers tidiga arbete koncentrerades på infraröd spektroskopi av små molekyler som bara är stabila i gasfasen vid höga temperaturer. Arbetet gav grundläggande strukturella data för många oxider och fluorider och gav anmärkningsvärd inblick i detaljerna i bindningen. Det ledde honom också till att känna igen den stora potentialen hos molekylära strålar i spektroskopi och i synnerhet användningen av den elektriska resonanstekniken för att ta itu med grundläggande problem inom strukturell kemi. Ett viktigt resultat var hans benchmarkmätning av elektriska dipolmomentet för LiH, vid en tid då detta var den största molekylen för vilken kvantkemiska beräkningar hade något hopp om att ge användbara resultat inom rimlig tid. Klemperer har alltid varit entusiastisk över molekylär strålning. Han skriver: "Molekylära strålar är trevliga för en kemist. De ger en känsla av makt."
Ett exempel på detta är den användning som Klemperer och hans elever gjorde av metoder för elektrisk avböjning för att bestämma polariteterna hos ett antal ämnen vid hög temperatur. Resultaten var oväntade, och till allas förvåning visade det sig att hälften av de alkaliska jordhaliderna är polära, vilket betyder att de inte kan vara symmetriska linjära molekyler, i motsats till de enkla och allmänt accepterade modellerna av jonbindning. Klemperer gav också exakta dipolmoment för exiterade elektroniska tillstånd både genom att använda Starkeffekten i elektroniska spektraoch genom att använda elektrisk resonansspektroskopi av metastabila tillstånd av molekyler.
Klemperer introducerade tekniken för överljudskylning som ett spektroskopiskt verktyg, som dramatiskt har ökat intensiteten hos molekylära strålar och också förenklat spektrumet avsevärt. Denna innovation har varit näst efter uppfinningen av lasern i dess inverkan på högupplöst spektroskopi.
Klemperer hjälpte till att starta området interstellär kemi. I interstellära rymden är densiteten och temperaturerna extremt låga, och alla kemiska reaktioner måste vara exotermiska, utan aktiveringsbarriärer. Kemin drivs av jonmolekylreaktioner, och Klemperers modellering av dem som förekommer i molekylära moln har lett till en anmärkningsvärt detaljerad förståelse av deras mycket höga ickejämviktskemi. Klemperer tilldelade HCO+ som bärare av den mystiska men universella "X-ogen" radioastronomiska linjen vid 89,6 GHz, som hade rapporterats av D. Buhl och L.E. Snyder.
Den största effekten av Klemperers arbete har varit studien av intermolekylära krafter, ett område av grundläggande betydelse för hela molekylär- och nanovetenskapen. Innan Klemperer introducerade spektroskopi med överljudsstrålar var spektrumet av svagt bundna ämnen nästan okända, efter att ha begränsats till dimers av några mycket lätta system. Spridningsmätningar gav exakta intermolekylära potentialer för atom-atomsystem, men gav i bästa fall endast begränsad information om anisotropin hos atommolekylens potential. 
Han förutsåg att han kunde syntetisera dimers av nästan alla par molekyler han kunde späda ut i sin stråle och studera deras minsta energistruktur i minsta detalj genom rotationsspektroskopi. Detta utvidgades senare till andra spektralregioner av Klemperer och många andra, och har kvalitativt förändrat de frågor som kunde ställas. 
Nuförtiden är det rutinmässigt för spektroskopister inom mikrovågs- och infrarödområdena att följa hans "tvåstegssyntes" för att få spektrumet av ett svagt bundet komplex. Dimer av vätefluorid var det första vätebindningskomplexet som studerades av dessa nya tekniker.

## Utmärkelser och hedersbetygelser
- Bourke Award,  1968[1]
- John Price Wetherill-medaljen,  1978[2]
- Irving Langmuir-priset,  1980[3]
- Earle K. Plyler-priset för molekylär spektroskopi,  1983[4]
- Remsen Award,  1992[5]
- Peter Debye Award,  1994[6]
- Faraday Lectureship Prize,  1995
- E. Bright Wilson Award in Spectroscopy,  2001[7]
- Medlem av American Physical Society

[Redigera Wikidata]